# Пасијанс
Пасијанс је жанр карташких игара намењен игрању једне особе.

## Етимологија
Назив потиче од француске речи patience (изговор пасијанс у значењу стрпљење). У Северној Америци се, за разлику од израза пасијанс, користи реч солитер (solitaire). Међутим, сама реч пасијанс представља totum pro parte јер се она не односи само на карташке већ и на све остале игре за једног играча. За карташке игре се такође користи непопуларни израз карташки пасијанс или картарошки пасијанс.